# Кастелпицуто
Кастелпицу̀то (на италиански: Castelpizzuto, на местен диалект rù Pëzzùtë, ру Пъцутъ) е село и община в Централна Италия, провинция Изерния, регион Молизе. Разположено е на 158 m надморска височина. Населението на общината е 158 души (към 2010 г.).